# Wu Bangguo
Wu Bangguo, född 24 juli 1941 i Guizhou, död 8 oktober 2024 i Beijing, var en kinesisk kommunistisk politiker och statsman. Han var vice premiärminister 1995–2003, ordförande i nationella folkkongressens ständiga utskott 2003–2013 och ledamot i politbyråns ständiga utskott 2002–2012.
Wu gick med i kommunistpartiet 1964 och utbildades vid det prestigefyllda Tsinghuauniversitetet, där han 1967 tog examen i radioelektronik.
Wu tillbringade större delen av sin karriär i Shanghai och tjänstgjorde senare som vice premiärminister under den förre premiärministern Zhu Rongji. Han betraktas som en viktig medlem i den förre partiledaren Jiang Zemins "Shanghai-klick". Wu hade det övergripande ansvaret för det kontroversiella projektet De tre ravinernas damm.